# Panzhihua Xiang
Panzhihua Xiang (kinesiska: 攀枝花, 攀枝花乡) är en socken i Kina. Den ligger i provinsen Yunnan, i den sydvästra delen av landet, omkring 220 kilometer söder om provinshuvudstaden Kunming. Antalet invånare är 17 089. Befolkningen består av 79 536 kvinnor och 9 133 män. Barn under 15 år utgör 28,0 %, vuxna 15-64 år 63 %, och äldre över 65 år 8,0 %.
Genomsnittlig årsnederbörd är 1 365 millimeter. Den regnigaste månaden är juli, med i genomsnitt 273 mm nederbörd, och den torraste är februari, med 20 mm nederbörd.